# Mao Zedong
Mao Zedong, a veces transliterado también como Mao Tse-Tung o simplemente Mao (en chino tradicional, 毛澤東; en chino simplificado, 毛泽东; pinyin, Máo Zé Dōng; Wade-Giles, Mao² Tsê²-tung¹,mǎu tsɤ̌.tʊ́ŋⓘ, Shaoshan, Hunan, 26 de diciembre de 1893-Pekín, 9 de septiembre de 1976), fue un político, filósofo, intelectual, estratega militar y dictador chino; otras fuentes, como Simone de Beauvoir en su libro La larga marcha, o como Deng Rong en su libro Deng Xiaoping y la Revolución Cultural afirman que no fue un dictador o no lo califican con ese término. Fue fundador y máximo dirigente del Partido Comunista de China (PCCh),
 así como fundador y presidente de la República Popular China. 
Bajo su liderazgo el Partido Comunista confrontó la política de exterminio anticomunista del Partido Nacionalista en la primera parte de la guerra civil china (1927-1936) —durante la cual condujo la Larga Marcha—, impulsó el Segundo Frente Unido para luchar contra la ocupación japonesa y luego venció a la dictadura de Chiang Kai-shek en la Revolución china de 1949, proclamando una nueva república, bajo un régimen de dictadura democrática popular, con hegemonía del Partido Comunista, que reunificó China y puso fin al Siglo de la humillación. Fue responsable de la gran hambruna china de 1959-1961, razón por la cual fue temporalmente apartado del poder.
En el plano ideológico, Mao asumió los planteamientos del marxismo-leninismo, pero con matices propios basados en las características de la sociedad china. En particular, el maoísmo otorga un papel central a la clase campesina como motor de la revolución, planteamiento que difiere de la visión tradicional marxista-leninista de la Unión Soviética, que veía a los campesinos como una clase con escasa capacidad de movilización y adjudicaba a los trabajadores urbanos (el Proletariado) el papel central en la lucha revolucionaria. Mao difirió de la ideología soviética y consolidó su liderazgo dentro del PCCh durante el Movimiento de Rectificación de Yan'an (1942-1945).
Su presidencia, dictadura, liderazgo, revolución, gobierno o conducción, según los diferentes calificativos que se utilizan, se caracterizó por recuperar la unidad e independencia del Estado chino luego de un siglo de fracturas territoriales y pérdidas de soberanía a manos de las potencias occidentales y de Japón, así como por intensas campañas de reafirmación ideológica, que provocaron grandes conmociones sociales y políticas. En los primeros años creó el Ejército Popular de Liberación, llevó a cabo la reforma agraria de China, la campaña para suprimir contrarrevolucionarios y las Campañas Tres Anti y Cinco Anti, además de obtener una victoria psicológica en la guerra de Corea, restablecer relaciones con Estados Unidos y lograr el reconocimiento de las Naciones Unidas. Entre 1953 y 1958, implantó la economía planificada y la primera constitución de la RPC, impulsó la industrialización de China e inició el proyecto «Dos bombas, un satélite». Entre 1955 y 1957, Mao impulsó el Movimiento Sufan y el Movimiento antiderechista, saldándose este último con unas 550 000 personas perseguidas, la mayoría intelectuales y disidentes.
En 1963 lanzó el Movimiento de Educación Socialista y en 1966 inició la Revolución Cultural, que le permitió recuperar el poder y desarrollar un culto a su personalidad. Luego de dar por finalizada la Revolución Cultural en 1969, Mao experimentó serios problemas de salud que le impidieron ejercer el poder en plenitud, abriéndose una lucha dentro del Partido Comunista que recién se resolvería luego de la muerte de Mao, con la consolidación del liderazgo de Deng Xiaoping y su nueva política económica.
Aún hoy en día, el papel histórico de Mao es objeto de controversia. Por una parte, jugó un papel determinante en la resistencia a la ocupación japonesa y reunificó China poniendo fin al Siglo de la humillación, que hundió al país en la pobreza y la adicción masiva al opio y lo puso al borde de su desintegración. Durante su gobierno, entre 1949 y 1975 la esperanza de vida aumentó de 44 a 65 años. La tasa de alfabetización subió del 15 % en 1949 al 65 % en 1982. Entre 1949 y 1976, el PIB per cápita pasó de $637 en 1950 a $1272 en 1975, lo que supone un crecimiento económico en PIB per cápita durante su período (1950-76) de casi el 100 %. Sus políticas ideológicas están asociadas con las persecuciones, violaciones masivas de derechos humanos y el Laogai.
Algunas fuentes lo califican negativamente con adjetivos como dictador, tirano sanguinario, o genocida. Otras fuentes lo valoran positivamente utilizando conceptos como líder, «arquitecto de la nueva China», estadista, gran timonel, padre de la patria, padre de la China socialista, gran revolucionario proletario, entre otros.
En 1981 el Partido Comunista de China publicó un análisis oficial sobre la responsabilidad de Mao en los problemas sociales y económicos derivados de sus políticas, en el que se le achacaban errores graves, pero reconociendo también que sus éxitos superan con mucho sus errores, especialmente su papel decisivo como ideólogo socialista, como líder del Partido Comunista y como artífice de la Revolución china. Desde entonces, el Partido Comunista de China ha mantenido esta valoración histórica de Mao como un gran líder patriótico y fuente de legitimidad del propio partido, pero sin negar los errores que cometió. Fuera de la República Popular, las valoraciones de Mao varían desde la visión positiva que lo muestra como un líder popular y revolucionario, hasta la visión negativa de su etapa en el gobierno como un caso de autoritarismo, poder dictatorial y comunismo.

## Infancia y juventud

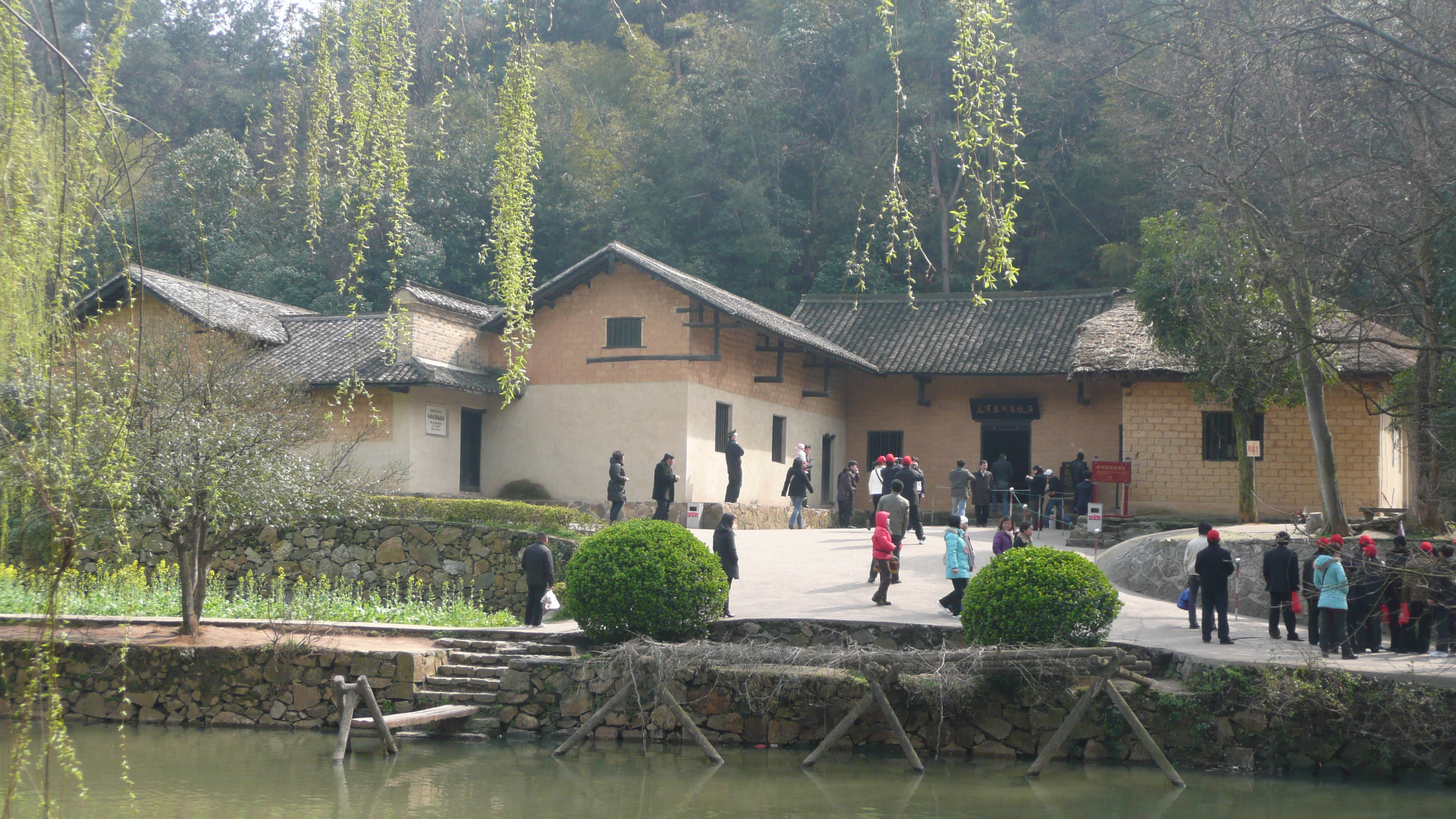
La casa donde nació Mao en Shaoshan (2010).

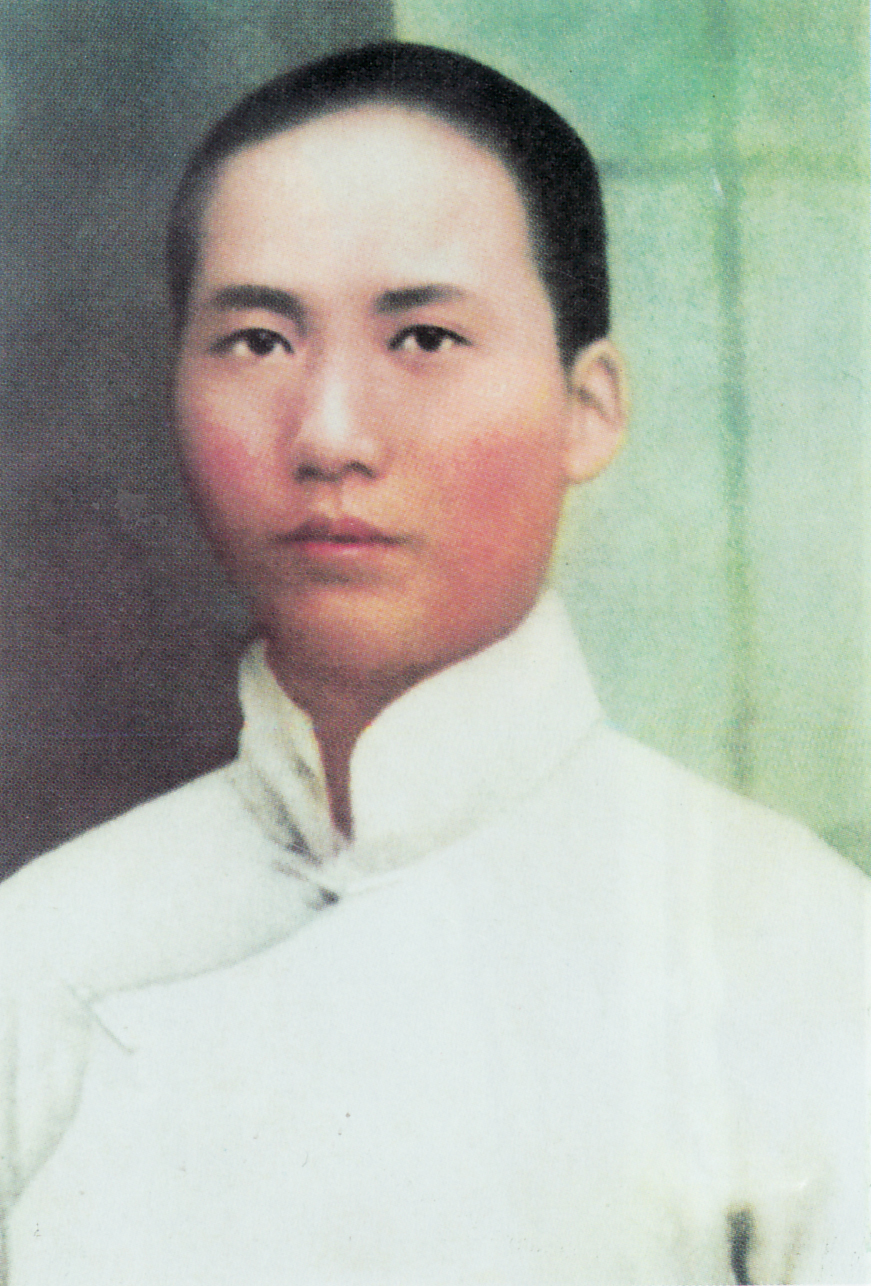
Mao en la década de 1910.

Mao Zedong nació en la aldea de Shaoshan en la región de Xiangtang, provincia de Hunan, como primer hijo de Mao Yichang (1870-1920), un campesino anteriormente empobrecido que se había convertido en uno de los agricultores más ricos de Shaoshan pero tan duro y severo que golpeaba a sus cuatro hijos, como el propio Mao declaró, y de Wen Qimei (1867-1919), una devota budista. Sus hermanos menores fueron Mao Zemin (1896-1943), Mao Zetan (1905-1935) y una niña adoptada llamada Mao Zejian. Junto a su nombre original «Zedong», Mao tuvo también un nombre de cortesía, «Rùnzhī» (润之 / 潤之), utilizado en la edad adulta por las personas ajenas a su entorno familiar. El uso de los nombres de cortesía caería, sin embargo, en desuso durante el siglo XX, por lo que este nombre alternativo de Mao es apenas conocido en el uso chino actual.

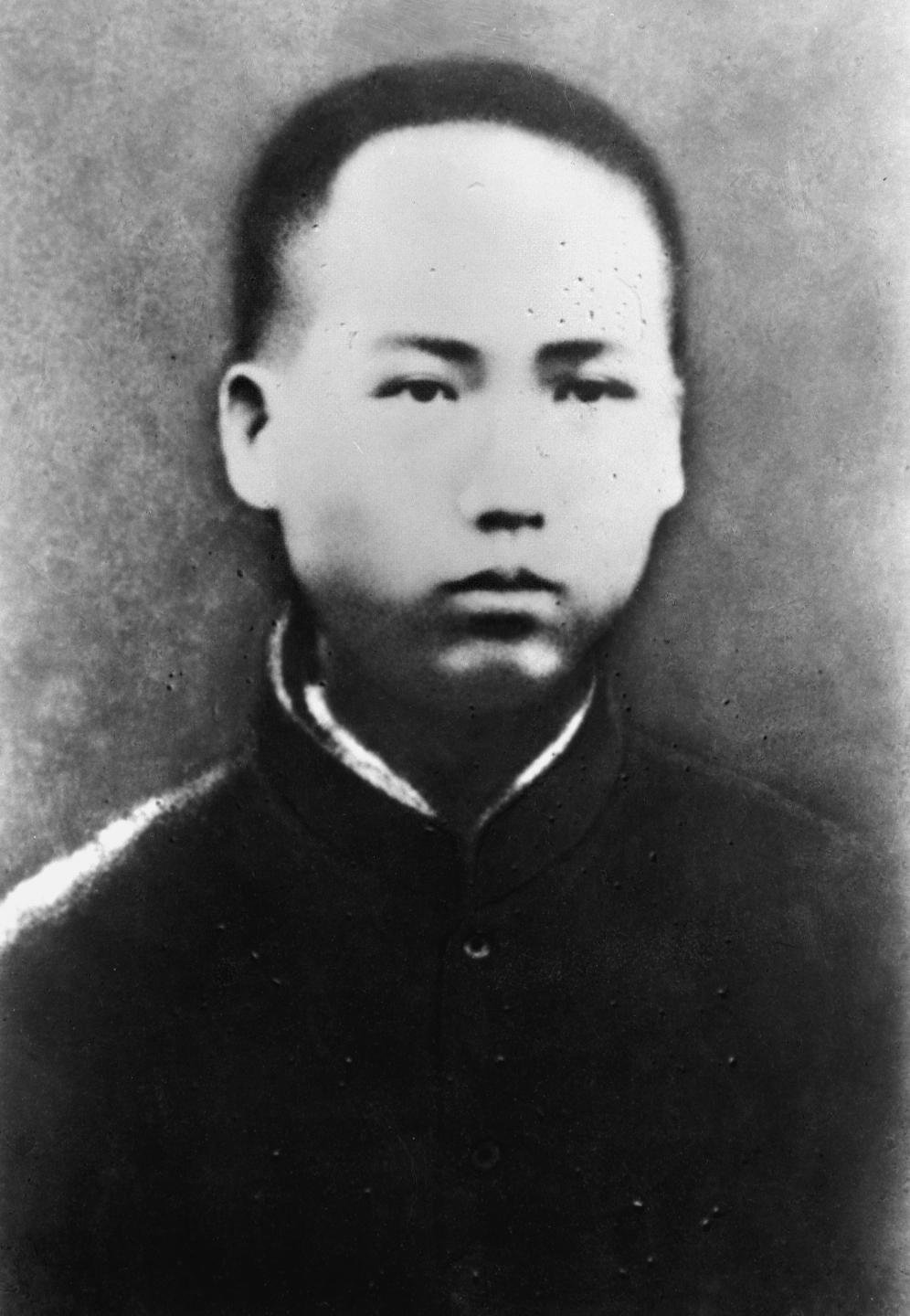
Mao en 1913.

Durante la Revolución de Xinhai en 1911, que acabó con la caída de la dinastía Qing y la proclamación de la nueva República de China, sirvió en el ejército provincial de Hunan. En la década de 1910, Mao regresó a la escuela, donde mostró especial dedicación por la actividad física y por las acciones colectivas.

## Primeras actividades revolucionarias

### Mao en Pekín (1917-1921)

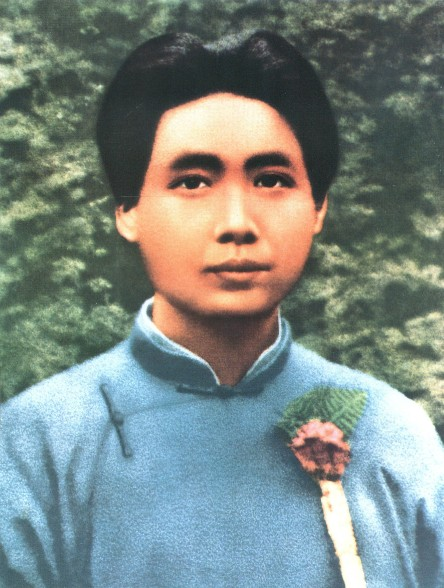
Mao Zedong en 1924.

En 1917 Mao se mudó a Pekín, donde su mentor Yang Changji había aceptado un trabajo en la universidad local. Yang consiguió a Mao un trabajo como asistente del bibliotecario universitario Li Dazhao, quien se convertiría en uno de los primeros comunistas chinos. Li escribiría una serie de artículos en la revista Nueva Juventud sobre la Revolución de Octubre en Rusia con el objetivo de incorporar elementos marxistas en los procesos revolucionarios que estaban teniendo lugar en China. Sin embargo, en un primer momento Mao se vio atraído por el anarquismo, ideología popular entre intelectuales pequineses como el rector Cai Yuanpei. Sin embargo, Mao acabaría por unirse al Grupo de Estudio de Li, inclinándose hacia el marxismo. Con un salario bajo, Mao vivía en una habitación estrecha con otros siete estudiantes de Hunan. En la universidad, Mao fue rechazado por otros estudiantes debido a su fuerte acento rural. Se uniría a las Sociedades de Filosofía y Periodismo del centro y asistió a conferencias y seminarios de intelectuales como Chen Duxiu, Hu Shih y Qian Xuantong. El tiempo de Mao en Beijing terminó en la primavera de 1919, cuando viajó a Shanghái junto a unos amigos. No regresó a Shaoshan, donde en octubre de 1919 moriría su madre. Le siguió su padre en enero de 1920.
El 4 de mayo de 1919, los estudiantes de Beijing se reunieron en la Plaza de Tiananmen para protestar por la débil resistencia del gobierno chino a la expansión japonesa en China. Los manifestantes protestaban contra las Veintiuna exigencias del Imperio de Japón a China, la complicidad del gobierno de Duan Qirui y el Tratado de Versalles, en el que a Japón se le permitió recibir territorios en Shandong. Estas manifestaciones supusieron la base del Movimiento del Cuatro de Mayo, germen de lo que en un futuro sería el Partido Comunista Chino. Mao, que se encontraba en Changsha trabajando como profesor de primaria, organizaría protestas contra el gobernador Zhang Jingyao. En los meses siguientes, Mao visitaría Tianjin, Jinan y Qufu, antes de mudarse a Shanghái, donde trabajó como lavandero. Es en este momento cuando entra en contacto directo con Chen Duxiu y con prominentes figuras del recién creado Kuomintang (KMT) como Tan Yankai. En 1921 Chen Duxiu y Li Dazhao fundan, en la concesión francesa de Shanghái y con asesoramiento soviético, el Partido Comunista Chino. Mao, que estaría presente en el congreso fundacional del partido, estableció una rama local en Changsha así como una sociedad de lectura y un grupo juvenil.

### Colaboración con el Kuomintang (1922-1927)

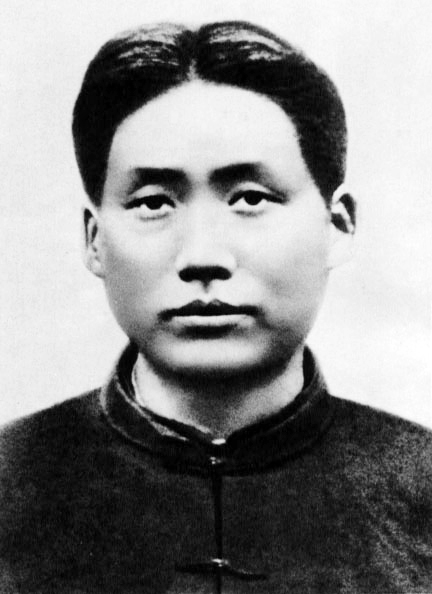
Mao en 1927.

Siguiendo el consejo de Lenin, los comunistas chinos acordaron una alianza con los revolucionarios burgueses del Kuomintang con el objetivo de derrocar al corrupto y pro occidental gobierno de Beiyang. Los miembros del Partido Comunista se unieron al KMT con la esperanza de impulsar a las facciones izquierdistas que existían dentro del partido, representadas por la figura de Wang Jingwei. Mao recibió esta decisión con entusiasmo, defendiendo una alianza entre las distintas clases sociales de China a la hora derrocar al gobierno. El futuro líder chino redactaría textos criticando el apoyo al régimen por parte de Japón, el Reino Unido y los Estados Unidos, describiendo a este último como el más asesino de los verdugos.
A finales de 1924, Mao regresó a Shaoshan, quizás para recuperarse de una enfermedad. Descubrió que el campesinado estaba cada vez más molesto con los grandes propietarios hasta el punto de que algunos habían confiscado tierras a terratenientes ricos para fundar comunas. Esto lo convenció del potencial revolucionario del campesinado, una idea defendida por los izquierdistas del KMT pero no por los comunistas. Regresó a Guangzhou para dirigir el sexto período del Instituto de Formación del Movimiento Campesino del KMT de mayo a septiembre de 1926. Cuando el líder del Kuomintang, Sun Yat-sen falleció en mayo de 1925, fue sucedido por Chiang Kai-shek, quien se movió para marginar a la rama izquierdista del KMT y a los comunistas. No obstante, Mao apoyó al Ejército Nacional Revolucionario de Chiang, que se embarcó en el ataque de la Expedición del Norte en 1926 contra los señores de la guerra alineados con el gobierno de Beiyang. A raíz de esta expedición, muchos campesinos chinos se levantaron, apropiándose de la tierra de los terratenientes, que en muchos casos fueron asesinados. Tales levantamientos enfurecieron a figuras de alto rango del KMT enfatizando la creciente división ideológica y de clase dentro del movimiento revolucionario.
En marzo de 1927, Mao compareció en el Tercer Pleno del Comité Ejecutivo Central del KMT en Wuhan, reunión que buscaba despojar al general Chiang de su poder al nombrar líder a Wang Jingwei. Allí, Mao participó activamente en las discusiones sobre el tema campesino, defendiendo un conjunto de Regulaciones para la Represión de Matones Locales y Mala Nobleza, que abogaba por la pena de muerte o la cadena perpetua para cualquier culpable de actividad contrarrevolucionaria. argumentando que en una situación revolucionaria, los métodos pacíficos no son suficientes. En abril de 1927, Mao fue nombrado miembro del Comité Central de Tierras del KMT, puesto desde el cual animó a los campesinos a negarse a pagar el arrendamiento. Igualmente, Mao lideraría un grupo para elaborar un Proyecto de Resolución sobre la Cuestión de la Tierra, que pedía la confiscación de tierras pertenecientes a matones locales y mala nobleza, funcionarios corruptos, militaristas y todos los elementos contrarrevolucionarios de las aldeas. Mao afirmaría que cualquiera que poseyera más de 30 mou (cuatro acres y medio), lo que constituye el 13% de la población, era uniformemente contrarrevolucionario. Al presentar sus conclusiones en la reunión del Comité Agrario Ampliado, muchos se mostraron contrarios, algunos creían que iba demasiado lejos y otros no lo suficiente. Al final, sus sugerencias solo se implementaron parcialmente. 1927 también fue el año en el que Mao escribiría uno de sus ensayos más importantes, el Informe sobre una investigación del movimiento campesino en Hunan.

## Guerra civil y Segunda Guerra Mundial

### El inicio de la guerra civil (1927-1934)

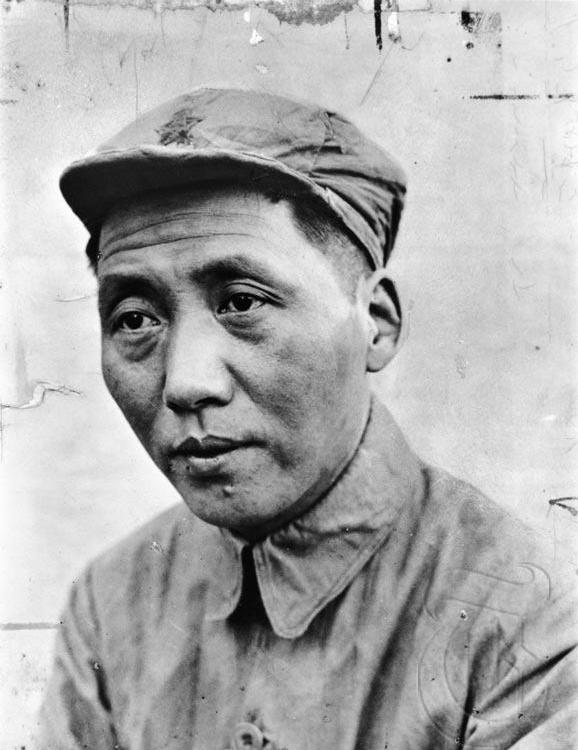
Mao Zedong en 1935.

El 12 de abril de 1927 tiene lugar la Masacre de Shánghai cuando el Kuomintang, ya dominado en su práctica totalidad por la figura de Chiang Kai-shek, rompe la alianza con los comunistas, dando comienzo a una campaña de represión que salda con más de cinco mil muertes. Las matanzas llevadas a cabo por las tropas del general nacionalista Bai Chongxi en colaboración con la Banda Verde, una tríada local, llevarán al estallido de la guerra civil china. El PCCh se organizaría en torno al Ejército Rojo de Trabajadores y Campesinos de China, más conocido como el Ejército Rojo, para luchar contra Chiang. Un batallón dirigido por el general Zhu De recibió la orden de tomar la ciudad de Nanchang el 1 de agosto de 1927, en lo que se conoció como la Revuelta de Nanchang. Los insurgentes inicialmente tuvieron éxito, pero se vieron obligados a retirarse después de cinco días, marchando hacia el sur hasta Shantou, desde donde fueron conducidos a Fujian. Mao fue nombrado comandante en jefe del Ejército Rojo y dirigió cuatro regimientos contra Changsha en el Levantamiento de la Cosecha de Otoño, con la esperanza de provocar levantamientos campesinos en todo Hunan. En vísperas del ataque, Mao compuso un poema, el primero de los que ha llegado a nuestros días, titulado Changsha. Su plan era atacar la ciudad controlada por el KMT desde tres direcciones el 9 de septiembre, pero el Cuarto Regimiento desertó a la causa del KMT, atacando al Tercer Regimiento. El ejército de Mao llegó a Changsha, pero no pudo tomarlo; el 15 de septiembre, aceptó la derrota y con mil supervivientes marchó hacia el este hasta las montañas de Jiangxi.
Mao estableció una base guerrillera en la ciudad de Jinggangshan, un área de las montañas Jinggang, Apoyó la confiscación de tierras de terratenientes ricos, que fueron reeducados y en ocasiones ejecutados, aunque con el paso del tiempo se acobó por adoptar un enfoque más indulgente que el defendido por el Comité Central. En la primavera de 1928, el Comité Central ordenó a las tropas de Mao que se dirigieran al sur de Hunan, con la esperanza de provocar levantamientos campesinos. Mao se mostró escéptico, pero cumplió. Llegaron a Hunan, donde fueron atacados por el KMT y huyeron tras grandes pérdidas. Mientras tanto, las tropas del KMT habían invadido Jinggangshan, dejándolos sin base. Los intentos de recuperar la ciudad fracasaron. La evacuación provocó una caída de la moral de la tropa: muchos tropas acabaron por desobedecer a Mao y los delitos, en especial los robos, comenzaron a ser comunes dentro de las filas de Mao, lo que le valió duras críticas por parte de Li Lisan.
En noviembre de 1931 se funda la República Soviética de China en Jiangxi Aunque fue proclamado presidente del Consejo de Comisarios del Pueblo, el poder de Mao se redujo, ya que su control del Ejército Rojo se asignó a Zhou Enlai. El KMT adoptó una estrategia basada en el cerco y el asedio con el objetivo de acabar con el foco insurgente. Superado en número, Mao respondió con tácticas de guerrilla influenciadas por las obras de antiguos estrategas militares como Sun Tzu, pero Zhou y el nuevo liderazgo siguieron una política de confrontación abierta y guerra convencional. Al hacerlo, el Ejército Rojo derrotó con éxito el primer y segundo cerco. Enfurecido por el fracaso de sus ejércitos, Chiang Kai-shek llegó personalmente para dirigir la operación aunque hubo de retirarse para hacer frente a la invasión japonesa de Manchuria. El Ejército Rojo pudo expandir su área de control, llegando finalmente a abarcar una población de tres millones. Mao prosiguió con su programa de reforma agraria. En noviembre de 1931 anunció el inicio de un proyecto de verificación de tierras que se amplió en junio de 1933. También orquestó programas educativos e implementó medidas para aumentar la participación política femenina.

### La Larga marcha (1934-1935)
Chiang vio a los comunistas como una amenaza mayor que los japoneses y regresó a Jiangxi, donde inició una quinta campaña de cerco, que implicó la construcción de vallas de alambre de espino y bombardeos aéreos. Esta vez, las tácticas de Zhou resultaron ineficaces. Atrapado en el interior, la moral entre el Ejército Rojo cayó a medida que escaseaban los alimentos y las medicinas. La dirección decidió evacuar. El 14 de octubre de 1934 cerca de ochenta y cinco mil soldados y quince mil cuadros del partido atraviesan las líneas del KMT en Xinfeng, iniciando la Larga Marcha. Muchos de los heridos y enfermos, así como mujeres y niños, fueron dejados atrás, defendidos por un grupo de guerrilleros que sin embargo acabaron por ser masacrados por el KMT Los cien mil que escaparon se dirigieron al sur de Hunan, primero cruzando el río Xiang y luego el río Wu, en Guizhou, donde tomaron Zunyi en enero de 1935. Descansando temporalmente en la ciudad, los comunistas celebraron una conferencia en la que Mao fue elegido presidente del Politburó y líder de facto tanto del Partido como del Ejército Rojo, en parte porque su candidatura fue apoyada por el líder soviético Iósif Stalin. 
Mao estableció el Sóviet de Shenshi en Shaanxi, en el norte de China, como destino, región amenazada por los japoneses y sus aliados de Manchukuo. Mao creía que al centrarse en la lucha antijaponesa, los comunistas se ganarían la confianza del pueblo chino, que a su vez renunciaría al KMT. Desde Zunyi, Mao condujo a sus tropas al paso de Loushan, donde se enfrentaron a la oposición armada, pero cruzaron el río con éxito. Chiang voló al área para liderar sus ejércitos contra Mao, pero los comunistas lo superaron y cruzaron el río Jinsha. Más difícil sería cruzar el río Dadu, algo que los milicianos lograron hacer tras la batalla del Puente de Luding. Marchando a través de las cadenas montañosas alrededor de Ma'anshan, en Moukung, Szechuan occidental, se encontraron con el Cuarto Ejército del Frente del PCCh de cincuenta mil efectivos de Zhang Guotao, y juntos procedieron a Maoerhkai y luego a Gansu. Zhang y Mao no estuvieron de acuerdo sobre qué hacer; este último deseaba continuar hacia Shaanxi, mientras que Zhang quería retirarse al este, hacia el Tíbet o Sikkim, lejos de la amenaza del KMT. Se acordó que tomarían caminos separados, y Zhu De se uniría a Zhang. Las fuerzas de Mao avanzaron hacia el norte, a través de cientos de kilómetros de pastizales, un área de lodazal donde fueron atacados por miembros de la tribu manchú y donde muchos soldados sucumbieron a la hambruna y las enfermedades. Finalmente, al llegar a Shaanxi, lucharon contra el KMT y una milicia de caballería islámica antes de cruzar las montañas Min y el monte Liupan y llegar al Sóviet de Shenshi; sólo habían sobrevivido entre siete mil y ocho mil. La Larga Marcha consolidó el estatus de Mao como la figura dominante en el partido. En noviembre de 1935 fue nombrado presidente de la Comisión Militar. A partir de ese momento, Mao fue el líder indiscutible del Partido Comunista, aunque no se convertiría en presidente del partido hasta 1943.

### La guerra contra Japón (1935-1945)

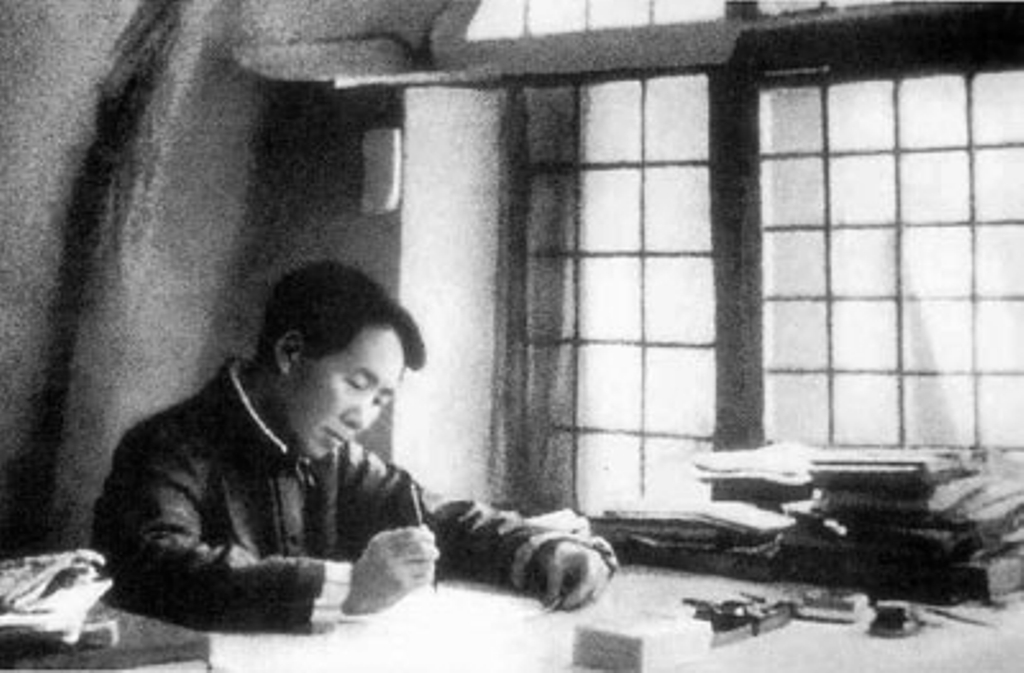
Mao en 1938, escribiendo Sobre la guerra prolongada.

Las tropas de Mao llegaron a Yan'an en octubre de 1935 y se establecieron en Pao An, hasta la primavera de 1936. Durante su estancia en la región, Mao y los comunistas redistribuyeron la tierra, ofrecieron tratamiento médico a los civiles e iniciaron programas de alfabetización. Mao ahora comandaba a unos quince mil soldados, reforzados por la llegada de los hombres de He Long desde Hunan y los ejércitos de Zhu De y Zhang Guotao desde el Tíbet. En febrero de 1936, establecieron la Universidad Política y Militar Antijaponesa en Yan'an, a través de la cual entrenaron a un número cada vez mayor de nuevos reclutas a la vez que se les formaba en el comunismo. En enero de 1937, iniciaron la expedición antijaponesa, que envió grupos de guerrilleros al territorio controlado por los japoneses para realizar ataques esporádicos. Algunos reporteros occidentales llegaron a la Región Fronteriza, como se había rebautizado al Sóviet del norte de China, Los más notables fueron Edgar Snow, quien utilizó sus experiencias como base para Red Star Over China, y Agnes Smedley, cuyos relatos atrajeron la atención internacional sobre la causa de Mao.
Establecido en su nueva base guerrillera en el norte de China, Mao pasaría gran parte de su tiempo leyendo, cuidando su jardín y teorizando. Llegó a la conclusión que el Ejército Rojo por sí solo era incapaz de derrotar a los japoneses, y que debía formarse un gobierno de defensa nacional dirigido por los comunistas con el KMT y otros elementos nacionalistas burgueses para lograr este objetivo. Aunque despreciaba a Chiang Kai-shek como un traidor a la nación el 5 de mayo de 1937 telegrafió al Consejo Militar del Gobierno Nacionalista de Nankín proponiendo una alianza militar, decisión apoyada por Stalin. Aunque Chiang tenía la intención de ignorar el mensaje de Mao y continuar la guerra civil, fue arrestado por uno de sus propios generales, Zhang Xueliang, en Xi'an. Zhang obligó a Chiang a negociar con Mao, lo que daría lugar al Segundo Frente Unido
Es durante la segunda guerra sino-japonesa cuando la línea ideológica de Mao comienza a separarse de la soviética a un nivel considerablemente grande, en lo que se conoció como Movimiento de Rectificación de Yan'an (1942-1945). En marzo Mao fue designado presidente del Politburó, estando al mando de un secretariado en el que lo acompañaban Liu Shaoqi y Wang Jiaxiang. Los poderes eran extraordinarios no solo porque el Secretariado podía tomar decisiones cuando el Politburó no estuviera en sesión, cosa que ya era así anteriormente, sino porque se afirmó explícitamente que en caso de discrepancia Mao tenía la última palabra. En la práctica, los órganos colegiados, tanto el Politburó como el Comité Central, habían perdido el poder efectivo dentro del partido en favor de una sola persona, Mao, alrededor de quien en los años siguientes se crearía todo un culto a la personalidad dentro del partido y, después del triunfo en la guerra, en toda China. En 1944, Estados Unidos envió una misión diplomática llamada la misión Dixie, para entrevistarse con los comunistas. Según comenta Edwin Moise en su libro sobre la historia de China:

La mayoría de los estadounidenses estaban favorablemente impresionados con los comunistas, quienes parecían ser menos corruptos, más unidos y más vigorosos en su resistencia contra el Japón que el Kuomintang. También pudieron constatar que los comunistas eran populares en amplias áreas de China, particularmente en el norte. Al final, sin embargo, este contacto entre los estadounidenses y los comunistas chinos no produjo ningún resultado.
Edwin E. Moise (Modern China: A History)

Exitosas campañas guerrilleras como la Ofensiva de los Cien Regimientos de 1940 contrastaban con los fracasos del KMT en el frente de batalla. La ineficacia de estos últimos acabó por aumentar la popularidad de los comunistas, reforzados en las últimas etapas de la guerra por la invasión japonesa de Manchuria, que permitió a las tropas de Mao consolidar su poder en el norte de China, pese a que estos en teoría pertenecían al gobierno de Chiang. Las diferencias entre nacionalistas y comunistas acabaron por llevar a la reactivación de la guerra civil menos de un año después de la rendición de Japón.

### Reanudación de la guerra civil (1946-1949)
Después de la Segunda Guerra Mundial, los Estados Unidos siguieron respaldando a Chiang Kai-shek, ya abiertamente en guerra contra el ejército comunista de Mao Zedong, renombrado como Ejército Popular de Liberación (EPL), en su estrategia de derrotar al comunismo donde este se manifestara. Igualmente, la Unión Soviética dio apoyo a Mao, si bien la ayuda militar que recibieron de esta nación nunca fue tan alta como originalmente se creía y constantemente se mantuvo muy por debajo de las promesas soviéticas.
El 21 de enero de 1949, las fuerzas del Kuomintang sufrieron una derrota masiva a manos del EPL, y comenzaron a replegarse hacia el sur. A lo largo del año, fueron cayendo en cadena las ciudades más importantes, obligando al KMT a trasladar la capital sucesivamente de Nankín a Wuhan, Cantón, Chongqing y finalmente Chengdu. El 10 de diciembre de 1949, el EPL rodeó a las tropas del KMT en Chengdu, el último baluarte de las fuerzas nacionalistas. Chiang Kai-shek y su hijo Chiang Ching-kuo huyeron en avión a Taiwán, donde conseguirían mantener el régimen de la República de China.

## Gobierno de China (1949-1976)

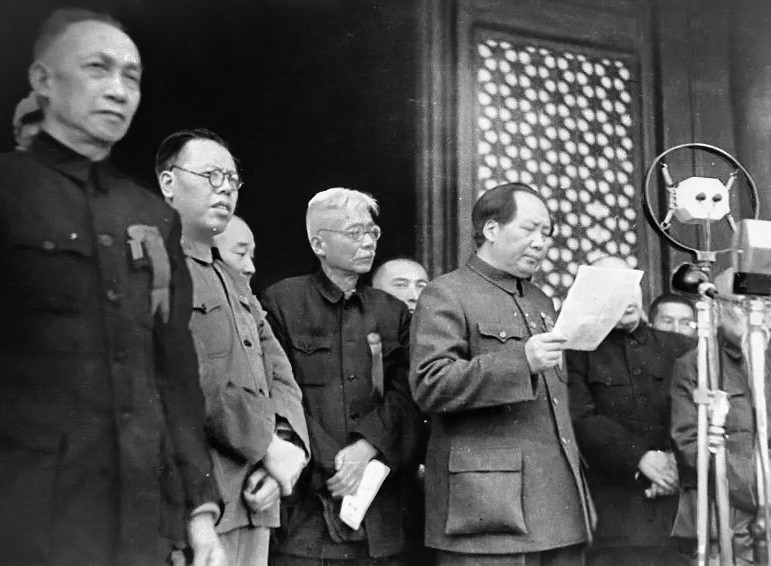
Mao proclamando la creación de la República Popular China el 1 de octubre de 1949 en la Puerta de Tian'anmen.

Los primeros años de la República Popular fueron difíciles: Si bien las tropas de Deng Hua lograron expulsar a los remanentes nacionalistas de Hainan en mayo de 1950, en junio Kim Il Sung invade el sur de Corea, lo que provoca la intervención de la Organización de las Naciones Unidas y de Estados Unidos, que logran expulsar a los norcoreanos del sur de la península y penetrar en el norte. En octubre Mao tomó la decisión de desplegar al Ejército Popular de Voluntarios, una unidad especial del Ejército Popular de Liberación, en la guerra de Corea. El Partido Comunista Chino temía que el avance estadounidense a través de la península coreana continuase en dirección a Manchuria con el objetivo de derrocar al nuevo gobierno y reinstaurar al Kuomintang en el poder. Las fuerzas chinas lograron frenar la ofensiva de Estados Unidos y sus enemigos en la Batalla del embalse de Chosin. El gobierno americano respondió con un embargo comercial a la República Popular como resultado de su participación en la guerra de Corea, que duró hasta la mejora de las relaciones bajo el gobierno de Richard Nixon. Si bien las tropas chinas en Corea estaban bajo el mando general del entonces recién investido primer ministro Zhou Enlai y del general Peng Dehuai como comandante de campo y comisario político, Mao, como presidente de la Comisión Militar Central, tuvo un importante papel en el desarrollo de las operaciones bélicas. Al menos ciento ochenta mil soldados chinos murieron durante la guerra.
Menos sangrienta fue la reincorporación del Tíbet a China tras casi cuarenta años de independencia. Tras algunos combates en el año 1950, con la firma del Acuerdo de diecisiete puntos entre el gobierno chino y el XIV dalái lama en 1951 la incorporación del territorio se oficializó, conservando el dalái lama cierta independencia respecto a Pekín hasta el estallido del levantamiento tibetano de 1959, en el contexto del Gran Salto Adelante, reprimido por el Ejército Popular de Liberación y que llevó al XIV dalái lama al exilio. Tras consolidar el control en el Tíbet y en otras regiones remotas como Sinkiang, Mao centró su política exterior en la reunificación con Taiwán. El estrecho entre la China continental y Formosa fue escenario de dos crisis internacionales, la primera entre 1954 y 1955 y la segunda en 1958. Ambas supusieron intentos fallidos por parte de Mao de tomar islas controladas por los nacionalistas de Chiang. Igualmente, existieron focos de resistencia del KMT en Sinkiang y en la frontera con Birmania.
En el plano interior, durante las campañas de reforma agraria, un gran número de terratenientes y campesinos ricos fueron asesinados a golpes en los juicios populares, en los cuales se llevaban a cabo expropiaciones y redistribuciones de la tierra, lo que redujo significativamente la desigualdad económica. La Campaña para suprimir contrarrevolucionarios tuvo como objetivo y ejecutó públicamente a exfuncionarios del Kuomintang, empresarios acusados de perturbar el mercado, ex empleados de empresas occidentales e intelectuales cuya lealtad era sospechosa. Una nueva campaña de represión tuvo lugar en 1955, el llamado Movimiento Sufan. El propio Mao afirmó que un total de setecientas mil personas murieron en ataques contra contrarrevolucionarios durante los años 1950-1952. Por otro lado, en 1976, el Departamento de Estado de los Estados Unidos estimó que hasta un millón murieron en la reforma agraria y ochocientos mil en la campaña contrarrevolucionaria. Además, al gobierno de Mao se le atribuye la erradicación tanto del consumo como de la producción de opio durante la década de 1950 mediante la represión y la reforma social. Diez millones de adictos fueron obligados a someterse a un tratamiento obligatorio, los traficantes fueron ejecutados y las regiones productoras de opio se plantaron con nuevos cultivos. La producción restante de opio se trasladó al sur de la frontera con China hacia la región del Triángulo Dorado.

### Campaña de las Cien Flores
La represión de los primeros años contrasta con la Campaña de las Cien Flores, iniciada en 1956, en la que el Partido pide a los ciudadanos chinos que expresen críticas al funcionamiento de la joven república. En palabras del propio Mao:

“Permitir que cien flores florezcan y que cien escuelas de pensamiento compitan es la política de promover el progreso en las artes y de las ciencias y de una cultura socialista floreciente en nuestra tierra”.

Dada la libertad de expresarse, liberales e intelectuales comenzaron a oponerse al Partido Comunista y a cuestionar su liderazgo. Esto fue inicialmente tolerado y alentado pero tras unos meses, el gobierno de Mao revirtió su política y persiguió a quienes habían criticado al partido. Li Zhisui, el médico de Mao, sugirió que Mao inicialmente había visto la política como una forma de debilitar la oposición a él dentro del partido y que estaba sorprendido por el alcance de las críticas y el hecho de que llegaron a estar dirigidas a su propio liderazgo.

### Gran salto adelante

Tasas de natalidad y mortalidad en China.

En enero de 1958, Mao lanzó el segundo Plan Quinquenal, conocido como el Gran Salto Adelante, un plan destinado a transformar a China de una nación agraria a una industrializada. Bajo este programa económico, los colectivos agrícolas relativamente pequeños que se habían formado hasta la fecha se fusionaron rápidamente en comunas populares mucho más grandes, y se ordenó a muchos de los campesinos que trabajaran en proyectos de infraestructura masivos y en la producción de hierro y acero. El plan estaba diseñado como un modelo alternativo de crecimiento económico al modelo soviético centrado sobre la industria pesada.
Al principio, el Gran Salto Adelante pareció tener un gran éxito al incrementarse considerablemente la producción agrícola e industrial, particularmente la industria del acero. Sin embargo, Mao y otros líderes del partido, en lugar de aceptar el crecimiento estable y continuo que venían experimentado, consideraron que podrían acelerar el crecimiento económico estableciendo metas irreales. Con este fin, movieron un considerable número de campesinos a las acererías, lo cual terminó siendo un desastre. Si bien las cuotas de producción de acero se llegaban a cumplir según las cifras oficiales, parte del acero producido era de muy mala calidad, dado que no había suficiente materia prima para alcanzar las metas y se utilizaban desechos de hierro para lograr la cuota establecida. Sin embargo, los problemas más grandes todavía estaban por llegar y es que Mao y otros dirigentes del partido ordenaron la aplicación de una serie de nuevas técnicas agrícolas no probadas y consideradas pseudocientíficas, muchas de ellas basadas en los estudios del soviético Trofim Lysenko por parte de las nuevas comunas. El efecto combinado de la desviación de la mano de obra hacia la producción de acero, la introducción de técnicas pseudocientíficas y los desastres naturales cíclicos provocaron una caída de aproximadamente el 15% en la producción de granos en 1959, seguida de otra caída del 10% en 1960 y sin ninguna recuperación en 1961.
En un esfuerzo por ganarse el favor de sus superiores y evitar ser purgados, muchos cargos locales exageraron la cantidad de grano producido debajo de ellos. Sobre la base de estos informes falsificados, se ordenó a los cuadros locales del partido que requisasen una cantidad desproporcionadamente alta de esa cosecha ficticia para uso estatal, principalmente para uso en las ciudades y áreas urbanas, pero también para la exportación. El resultado, agravado en algunas áreas por la sequía y en otras por las inundaciones, fue que los agricultores se quedaron con poca comida para ellos y muchos millones murieron de hambre en la Gran Hambruna China. La gente de las áreas urbanas en China recibió cupones de alimentos cada mes, pero se esperaba que la gente de las áreas rurales cultivara sus propios cultivos y devolviera algunos de los cultivos al gobierno. El recuento de muertes en las zonas rurales de China superó las muertes en los centros urbanos. Además, el gobierno chino continuó exportando alimentos que podrían haber sido asignados a los ciudadanos hambrientos del país. Como resultado, entre quince y cincuenta y cinco millones de personas murieron de hambre.

### Consecuencias
En la Conferencia de Lushan en julio / agosto de 1959, varios ministros expresaron su preocupación de que el Gran Salto Adelante no había tenido el éxito planeado. El más directo de ellos fue el general Peng Dehuai, ministro de Defensa, quien sería cesado de su cargo por expresar su descontento. Los altos funcionarios que informaron la verdad de la hambruna a Mao fueron tildados de oportunistas de derecha. El llamado Movimiento antiderechista, cuyos orígenes se encuentran en la Campaña de las Cien Flores, gana fuerza y las purgas dentro del partido se incrementan. Esto no evitó que las políticas de Mao fueran duramente criticadas durante la Conferencia de los siete mil cuadros de 1962: El presidente estatal Liu Shaoqi, quien en un primer momento había defendido las políticas de Mao (lo que le ayudó a convertirse en presidente en 1959), denunció el Gran Salto Adelante y la abrumadora mayoría de los delegados expresó su acuerdo, pese a que el nuevo ministro de defensa, Lin Biao, defendió firmemente a Mao. Liu Shaoqi y Deng Xiaoping rescataron la economía disolviendo las comunas populares e importando cereales de Canadá y Australia para mitigar los peores efectos de la hambruna.

### Ruptura sino-soviética

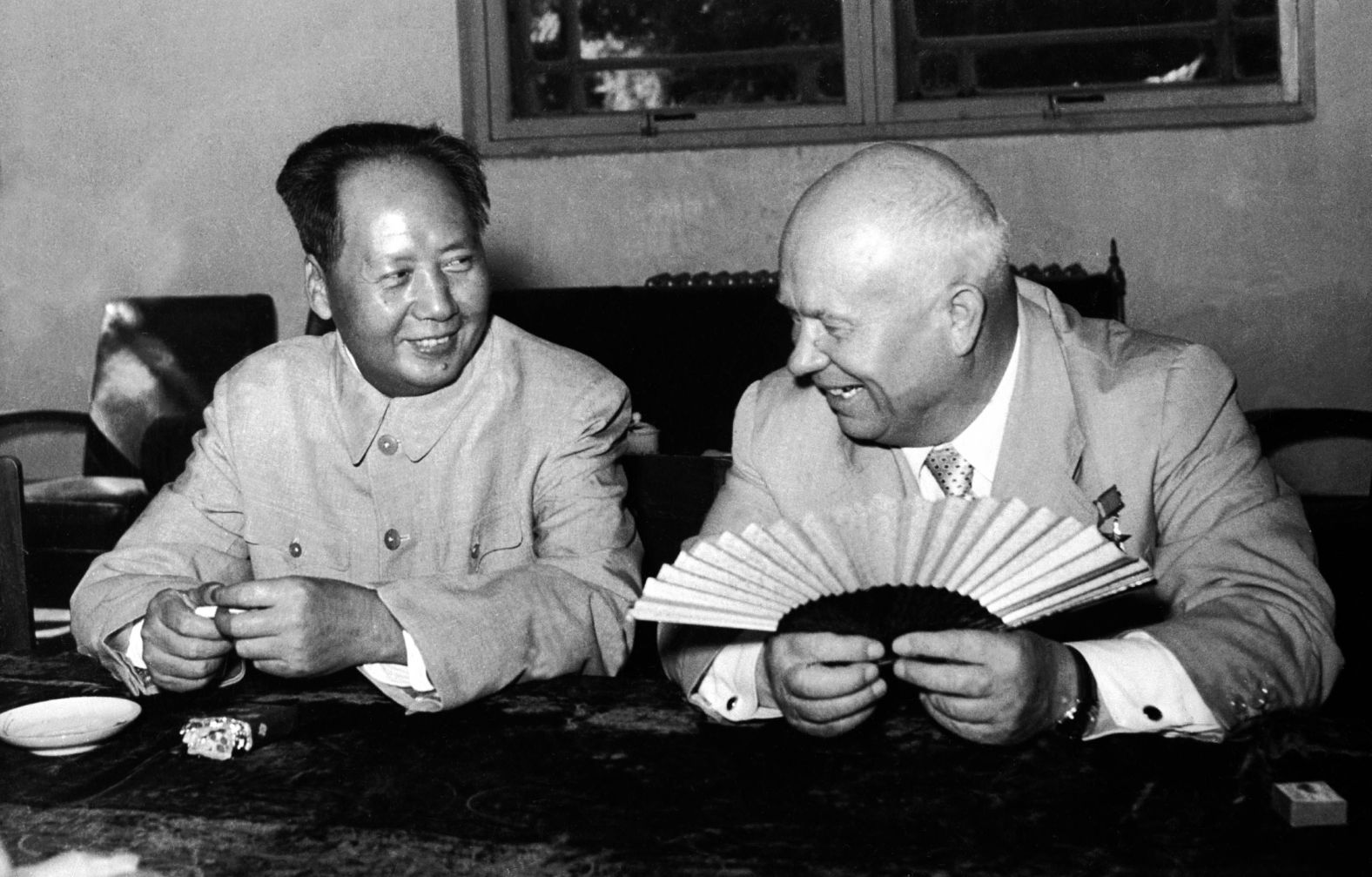
Mao Zedong con Nikita Jruschov en 1958.

En el ámbito internacional, el período contemporáneo al Gran Salto Adelante estuvo caracterizado por un cada vez mayor aislamiento internacional de China, producto de las fuertes diferencias ideológicas entre Mao y el nuevo Secretario general del Partido Comunista de la Unión Soviética Nikita Kruschev, fuertemente crítico con la figura de Iósif Stalin. Mao empezaba a ver a su país como el nuevo referente mundial de la lucha comunista, que debía abandonar a una Unión Soviética que traicionaba a la causa ideológica debido a su apoyo a una política basada en la coexistencia pacífica con los Estados Unidos, país que estaba llevando a cabo una política bastante hostil a China. Especialmente mal recibida fue la decisión de Kruschev de no respaldar a China en la Segunda crisis del estrecho de Taiwán en el año 1958. 
En el campo puramente ideológico, en 1960 en Bucarest, en la Reunión Internacional de Partidos Comunistas y Obreros, Mao y Kruschev atacaron respectivamente las interpretaciones soviética y china del marxismo-leninismo. Mao dijo que el énfasis de los líderes de la Unión Soviética en los bienes de consumo y la abundancia material haría que los soviéticos fueran ideológicamente blandos y poco revolucionarios, a lo que Kruschev respondió: Si no pudiéramos prometerle nada al pueblo, excepto la revolución, se rascarían la cabeza y dirían: 'No' ¿No es mejor tener un buen gulash? Más tarde Kruschev tildaría a Mao de nacionalista chino, un aventurero geopolítico y un desviacionista ideológico del marxismo-leninismo. Peng Zhen respondió a las acusaciones calificando al líder soviético de patriarcal, arbitrario y tiránico En respuesta a los insultos, Kruschev retiró a mil cuatrocientos técnicos soviéticos de la República Popular China, lo que llevaría a la suspensión de unos doscientos proyectos científicos conjuntos. Igualmente, la URSS se negó a seguir colaborando con China en el desarrollo de un programa nuclear.
China y la URSS acabarían compitiendo por el liderazgo del comunismo mundial: Mientras que la URSS tenía una red de partidos comunistas amigos, materializada en el Pacto de Varsovia, China trató de forjar una alianza propia, si bien en un principio solamente la República Popular Socialista de Albania se puso abiertamente del lado de Mao. Advertido de que los soviéticos tenían armas nucleares, Mao minimizó la amenaza. El periodista Jasper Becker afirma que Mao creía que la bomba era un 'tigre de papel', y le declaró a Kruschev que no importaría que China perdiera trescientos millones de personas en una guerra nuclear: la otra mitad de la población sobreviviría para asegurar la victoria. De cualquier forma, en 1964 China obtendría su propia arma atómica. Ya antes de la creación de la bomba atómica china, probada tan sólo dos días después de la destitución de Kruschev, el líder soviético había hablado con los Estados Unidos acerca de la cuestión aunque rechazó la oferta de Estados Unidos de participar en un ataque preventivo entre Estados Unidos y la Unión Soviética contra la República Popular China. Sin embargo, en 1969 el gobierno soviético de Leonid Brézhnev planeó realizar un ataque preventivo con bomba atómica contra China, en el contexto del Conflicto fronterizo sino-soviético, reavivado tras la ruptura, y pidió a Estados Unidos que se mantuviera neutral. La administración de Richard Nixon advirtió que tal ataque a la República Popular China provocaría la Tercera Guerra Mundial. Estados Unidos veía a los soviéticos como una amenaza mayor y quería que China contrarrestara a la URSS, y todavía estaba molesto por el anterior rechazo soviético a la propuesta estadounidense de un ataque conjunto contra China.
El gobierno de Brézhnev, pese a ser contrario al revisionismo de Kruschev en muchos aspectos, no fue bien recibido por Mao. A finales de 1964, poco tiempo después de la deposición de Kruschev, Zhou Enlai, se reuniría con Brézhnev y el primer ministro Alekséi Kosyguin. De vuelta en China, Zhou informó a Mao que el gobierno soviético de Brézhnev mantenía la política de coexistencia pacífica que Mao denunciaría como Kruschevismo sin Kruschev. A pesar del cambio de liderazgo, la división sino-soviética permaneció abierta. En la Conferencia de Glassboro, entre Kosygin y el presidente de Estados Unidos, Lyndon B. Johnson, la República Popular China acusó a la URSS de traicionar a los pueblos de los países del bloque del Este. La interpretación oficial, de Radio Pekín, informó que los políticos estadounidenses y soviéticos discutieron una gran conspiración, a nivel mundial... vendiendo criminalmente los derechos de la revolución del [el] pueblo de Vietnam, [de los] árabes, así como [los de] pueblos asiáticos, africanos y latinoamericanos, a los imperialistas estadounidenses

### Revolución cultural

Retrato oficial de Mao en la Plaza de Tiananmen, a la entrada de la Ciudad Prohibida de Pekín.

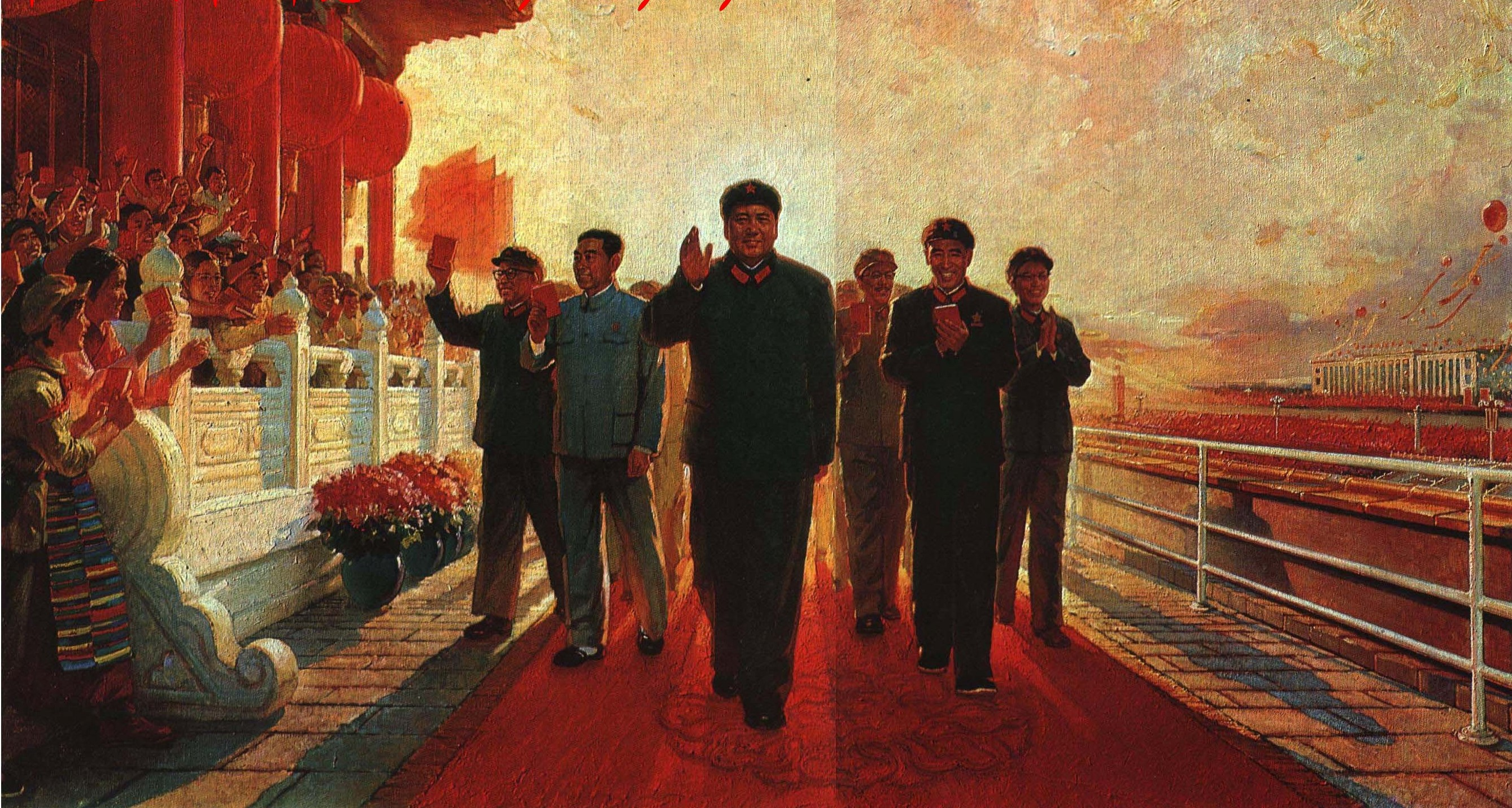
Pintura de propaganda durante la Revolución Cultural, que muestra a Mao como una figura "divina".

Tras la Gran hambruna china, el presidente Liu Shaoqi, y el secretario general, Deng Xiaoping, apoyaron la idea de que Mao fuese destituido del poder real como jefe de Estado y de gobierno de China, pero mantenga su papel ceremonial y simbólico como presidente del Partido Comunista de China. Intentaron marginar a Mao tomando el control de la política económica y haciendo valer sus derechos políticos también. Mao respondió a los movimientos de Liu y Deng lanzando la Gran Revolución Cultural Proletaria en 1966. Según sus defensores, Mao vio que la revolución y el Gran Salto Adelante habían reemplazado a la vieja élite gobernante por una nueva y preocupaba que los que estaban en el poder se estuvieran distanciando de las personas a las que iban a servir. Mao creía que una revolución de la cultura derrocaría y desestabilizaría a la clase dominante y mantendría a China en un estado de revolución perpetua que, teóricamente, serviría a los intereses de la mayoría, en lugar de a una élite diminuta y privilegiada. Sus detractores por el contrario, afirman que la Revolución Cultural fue solamente una estrategia de Mao para eliminar a sus detractores del partido.
Con el apoyo de Chen Boda, Lin Biao, Kang Sheng, Yao Wenyuan, Zhang Chunqiao, Wang Li, Xie Fuzhi y su mujer Jiang Qing, Mao inauguró la Revolución Cultural en agosto de 1966 con un texto de nombre Bombardear el cuartel general. Bajo la consigna de la rebeldía está justificada, Mao y su facción movilizaron a miles de jóvenes, organizados en grupos de Guardias rojos, en una oleada de violencia contra los elementos considerados burgueses, revisionistas y derechistas. A diferencia de las purgas anteriores, que por lo general se habían limitado al partido, la Revolución Cultural afectó a todas las capas de la sociedad china. Las universidades, lugar de procedencia de una gran parte de los guardias rojos, fueron los primeros sitios en ser atacados durante el Agosto rojo de 1966 en Pekín En los años siguientes decenas de millones de personas fueron perseguidas incluyendo altos funcionarios como Liu Shaoqi, Deng Xiaoping, Peng Dehuai y He Long. Lo mismo se puede decir de intelectuales y científicos como Lao She, Fu Lei, Yao Tongbin o Zhao Jiuzhang. Los Guardias Rojos llegaron incluso a enfrentarse al Ejército Popular de Liberación, como ocurrió en el incidente de Wuhan de 1967. Todo este proceso revolucionario estaría envuelto en un culto a la personalidad de Mao Zedong presente en todos los rincones de China a través de pósteres, murales y canciones como Navegar los mares depende del timonel pero sobre todo a través de la lectura casi obligada del Libro Rojo de Mao, que sintetizaba las principales ideas del maoísmo y que los Guardias Rojos casi siempre portaban.
Fue durante este periodo cuando Mao eligió a Lin Biao como su sucesor. No está claro si Lin estaba planeando un golpe de Estado o un intento de asesinato a Mao, lo que sí se sabe es que falleció en un accidente aéreo cuando su avión sobrevolaba Mongolia al intentar huir del país con rumbo a Moscú. Posteriormente, se anunció que Lin había planeado la destitución de Mao, e incluso su asesinato en dos ocasiones, y fue expulsado póstumamente del partido. Para esta época, Mao había perdido la confianza de muchos de los dirigentes del partido.
En 1969, se celebró el IX Congreso Nacional del Partido Comunista de China, en el que Mao anunció que la Revolución Cultural había terminado, si bien a menudo se considera que la revolución cultural se extendió hasta el fallecimiento de Mao en 1976. En los últimos años de su vida, Mao experimentó serios problemas de salud debidos posiblemente al mal de Parkinson, así como problemas pulmonares y cardíacos como consecuencia del tabaco. Durante estos años, Mao permaneció pasivo mientras varias facciones dentro del Partido Comunista luchaban para lograr el poder después de que Mao falleciera.

## Muerte
La última fotografía y aparición en público de Mao fue el 27 de mayo de 1976, pocos meses antes de su muerte, cuando recibió al primer ministro de Pakistán, Zulfikar Ali Bhutto, quien realizó una visita de estado a Pekín. Mao sufrió 2 ataques cardíacos importantes en 1976, uno en marzo y otro en julio. Sufrió un tercer ataque el 5 de septiembre que lo dejó inválido. Mao falleció casi 4 días después, justo luego de la medianoche, a las 00:10 horas del 9 de septiembre de 1976, a la edad de 82 años. Ese día el Partido Comunista de China comunicó su muerte en un mensaje de radio a toda la nación a las 16:00 horas. Su cuerpo embalsamado fue expuesto en el Gran Salón del Pueblo durante una semana y fue visitado por un millón de personas. La lucha por el poder dentro del partido se intensificó. Por una parte estaban los izquierdistas liderados por la llamada Banda de los Cuatro, dirigida por la viuda de Mao, Jiang Qing, quienes abogaban por la continuación de la política de movilización revolucionaria de masas. Por otra parte, estaban dos grupos más moderados; uno liderado por Hua Guofeng, el sucesor designado por el propio Mao, que abogaba por el retorno a la dirección centralizada siguiendo el patrón soviético, y otro liderado por Deng Xiaoping, que estaba a favor de reformar completamente la economía de China de acuerdo con políticas pragmáticas, desenfatizando el rol de la ideología en la determinación de las políticas económicas y sociales.
Al final, los moderados lograron el control del gobierno, y Deng Xiaoping se impuso sobre Hua Guofeng en la lucha por el poder.

## Legado

### Opiniones sobre Mao

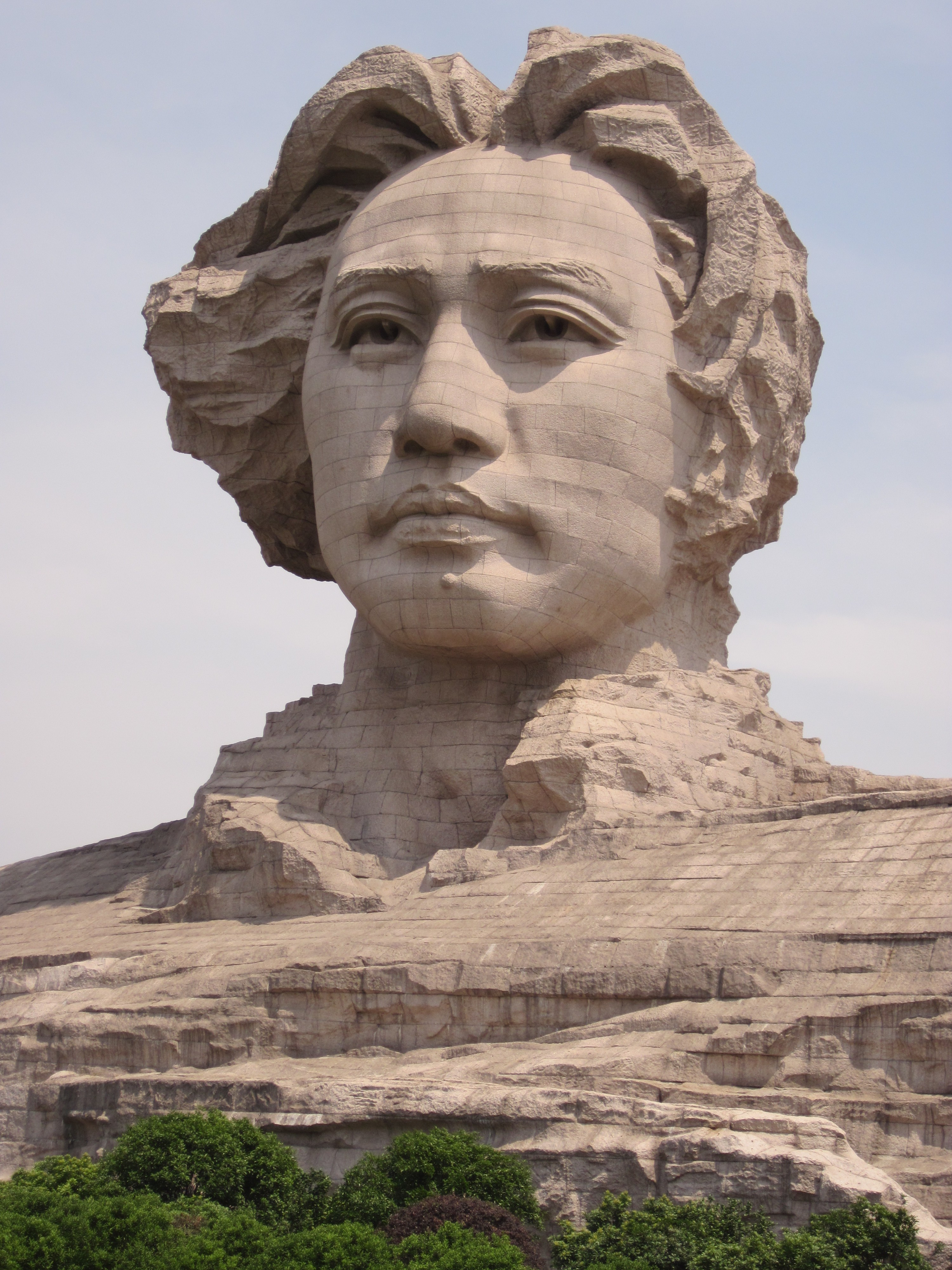
La Estatua del joven Mao Zedong en Changsha, la capital de la provincia de Hunan.

El legado de Mao es objeto de gran controversia. Muchos chinos consideran a Mao como un gran revolucionario y un gran líder. Reivindican su figura, aunque reconozcan que incurrió en serios errores al final de su gobierno. De acuerdo con Deng Xiaoping, quien fuera desplazado durante la Revolución Cultural acusado de seguir el camino de restauración capitalista, «[Mao] estaba las tres cuartas partes en lo correcto y una cuarta parte errado y su contribución fue primordial y sus errores secundarios». Algunos miembros del Partido Comunista, sin embargo, acusan a Mao de ser el responsable de la ruptura con la Unión Soviética[cita requerida]. También se le critica el no haber adoptado políticas relacionadas con el control de la natalidad, las cuales fueron desarrolladas posteriormente por sus sucesores cuando establecieron una serie de incentivos y programas a fin de lograr que las familias chinas tuvieran solo un hijo[cita requerida].
Los críticos de Mao, sin embargo, afirman que logró éxitos de gran importancia. Por ejemplo, antes de 1949, el índice de analfabetismo era del 80 % y el promedio de vida de la población era meramente de 44 años. A su muerte, el índice de analfabetismo había bajado al 20 % y el promedio de vida aumentó a 65 años. La población de China durante el periodo de Mao aumentó en 75 %, llegando a 700 000 000[cita requerida] comparado con la cifra de 400 000 000 que había permanecido constante entre las Guerras del opio y la guerra civil china. A comienzos de los años 1970, Shanghái tenía una tasa de mortalidad infantil menor que Nueva York. También dicen sus seguidores que bajo Mao China se deshizo de un «siglo de humillaciones» a las que le sometieron las potencias occidentales y surgió como una gran potencia mundial. También afirman que Mao logró la industrialización del país y aseguró la soberanía de China bajo su mando. Se dice también que Mao terminó con el régimen corrupto del Kuomintang. 
Los oponentes a Mao indican que los logros en la erradicación del analfabetismo y las expectativas de vida también fueron alcanzadas por el régimen del Kuomintang en Taiwán. Algunos de estos logros se obtuvieron debido a que el país no estuvo en guerra durante ese periodo y por tanto pudo dedicar recursos al mejoramiento de la población.
Mao planteaba que el socialismo era la única respuesta para China, debido, entre otros argumentos, a que las potencias occidentales y particularmente los Estados Unidos nunca permitirían que China avanzara bajo un régimen capitalista. De hecho, esta teoría no estaba lejos de la realidad, por cuanto Estados Unidos mantuvo un embargo comercial a la República Popular China que duró hasta 1972, cuando Richard Nixon decidió que China constituía una potencia que debía ser considerada favorablemente en la Guerra Fría con la Unión Soviética.
Detractores y seguidores coinciden en afirmar que Mao fue un gran estratega militar, lo cual demostró en la guerra civil china y en la guerra de Corea. De hecho, las tácticas de Mao han sido utilizadas constantemente por aquellos que luchan como insurgentes en diferentes lugares del mundo, así como por aquellos que tratan de aplastar la insurgencia.
Por otra parte, la ideología maoísta ha influido en muchos movimientos comunistas del Tercer Mundo, tales como Sendero Luminoso en el Perú, los naxalitas en la India y el bando comunista que peleó en la guerra popular de 1996-2006 en Nepal. Sin embargo, China se apartó totalmente de la línea maoísta cuando Deng Xiaoping inició las reformas económicas.
En la actualidad el seguimiento de Mao se ha reducido drásticamente en China. De hecho, algunas de sus obras han sido muy criticadas posteriormente. El libro Mao: La Historia desconocida, escrito por Jung Chang y Jon Halliday, señala que Mao creó muchos mitos en cuanto a sus logros y su juventud, a fin de mostrarse como el héroe del pueblo. Incluso afirman que algunas incidencias de la Gran Marcha, en particular la batalla del Puente Luding, eran totalmente falsas.

### Teoría política
Durante la década de 1950, Mao comenzó a consolidar su visión particular de la ideología comunista, que en muchos aspectos se alejaba del discurso de los fundadores del comunismo chino. Las ideas de Mao se consolidarían como una ideología propia del Partido Comunista de China durante la época de la ocupación japonesa, entre 1938 y 1945. A la versión del comunismo inspirada por Mao se le denomina, fuera de China, «maoísmo»; en el uso del propio Partido Comunista de China, se prefiere la designación «Pensamiento de Mao Zedong». Las ideas de Mao han tenido una gran influencia en el desarrollo de otros movimientos comunistas, particularmente en Asia, África y América Latina.
Una de sus principales ideas era la visión de los campesinos como el motor de la revolución. Tradicionalmente, las ideas marxistas-leninistas habían visto a los obreros industriales como la fuerza que conduciría a la revolución. Mao se dio cuenta de que este no era el caso de China, y que la revolución se debía desarrollar desde el campesinado. En aquel entonces, China no tenía una población significativa de obreros, pero sí tenía una gran masa de campesinos descontentos, lo cual acabaría respaldando las ideas de Mao.
Según su teoría, el marxismo-leninismo debía aplicarse a los casos concretos y situaciones específicas. Mao partía de la idea de que los campesinos debían formar la base de la revolución comunista, lo que solo era posible si los dirigentes políticos absorbían el mensaje de la revolución y lo hacían comprensible a la población campesina. Esto significaba que los dirigentes políticos debían ser conscientes de las realidades locales y tratar de integrar las aspiraciones de los campesinos con la política del partido. Mao también se basó en las teorías de Hegel y Marx para desarrollar el materialismo dialéctico, aplicando la teoría de la dialéctica a los conflictos reales del mundo, afirmando que solo la realidad del conflicto era lo que tenía importancia. Mao desarrolló una teoría de la dialéctica que fue analizada por décadas.
Las tres fases de guerra de guerrillas se le atribuyen. De igual manera el concepto de la dictadura democrática del pueblo. Mao defendió la Revolución Cultural como mecanismo para evitar la restauración del capitalismo.
Entre 1957 y 1960, Mao dirige una ambiciosa campaña de masas denominada Gran Salto Adelante, política desarrollista que marcaba el distanciamiento entre el comunismo chino y el soviético. El Gran Salto Adelante fue un fracaso, y provocó una gran hambruna, que se vio agravada por catástrofes naturales.
Entre 1966 y 1969, alentado por seguidores como Lin Biao y su propia esposa Jiang Qing, promovió una nueva campaña de movilización social, la Revolución Cultural, con el objetivo, según Mao, de profundizar la construcción del socialismo e impedir la restauración capitalista; no obstante, hay quienes consideran que, en el fondo, el auténtico objetivo de la Revolución Cultural era apartar del poder a Liu Shaoqi, Presidente de la República Popular China, y Deng Xiaoping, secretario general del partido, que le habían apartado del poder efectivo tras el fracaso del Gran Salto Adelante. Para ello, socavó los apoyos de los dirigentes del partido, creando estructuras de poder paralelas como comités revolucionarios y, de manera especial, los «Guardias Rojos», jóvenes adoctrinados que «atacaban» a quienes eran considerados reaccionarios o contrarrevolucionarios. Mao acabaría, sin embargo, pidiendo al ejército que acabara con los desmanes de los guardias rojos, ante los crecientes actos de intimidación y violencia provocados por estos. En abril de 1969, el IX Congreso Nacional del Partido Comunista de China dio por concluida la Revolución Cultural y se suspendieron las actividades de los Guardias Rojos. Las luchas de poder que se sucedieron a continuación llevarían a una situación de gran inestabilidad hasta después de la muerte de Mao, cuando los reformistas liderados por Deng Xiaoping conseguirían hacerse con el poder.
Como líder ideológico del partido, la figura de Mao dominó la política y la sociedad de la República Popular China hasta su muerte, el 9 de septiembre de 1976 en Pekín.

### Desarrollo del materialismo dialéctico
A través de sus Cinco Tesis Filosóficas, el presidente Mao desarrolló el materialismo dialéctico llevando la corriente filosófica más allá que sus predecesores Marx y Lenin.
Una de sus innovaciones a la dialéctica fueron los conceptos de la Contradicción Principal y el Aspecto Principal de la Contradicción que explica en su texto Sobre la Contradicción.
Mao dice que en el proceso de desarrollo de un fenómeno complejo existen diversas contradicciones coexistiendo y que de estas una es necesariamente principal ya que determina la existencia o desarrollo de las otras. El Presidente Mao ejemplifica esto citando La Contradicción Principal dentro de la sociedad capitalista: la lucha de clases entre la burguesía y el proletariado. Argumenta que esta contradicción es la principal ya que determina el desarrollo del resto de contradicciones y determina el desarrollo del modo de producción capitalista en general.
En el mismo texto, Mao describe que el desarrollo de los aspectos en una contradicción es siempre desigual y que podemos siempre encontrar un aspecto principal siendo el opuesto el aspecto secundario. Argumenta también que (de acuerdo al principio dialéctico del cambio constante) los aspectos principal y secundario de una contradicción pueden convertirse uno en el otro cambiando así la caracterización de la contradicción entera. Como ejemplo, algunos estudiosos de la teoría de Mao siguen este método de análisis sobre los aspectos de la contradicción entre socialismo y capitalismo que se dieron a lo largo de la historia contemporánea China para calificar el modo de producción dominante como Socialismo o Capitalismo. La economista China Pao Yu-Ching caracteriza a la China de la Revolución Cultural como socialista debido a que el aspecto principal de la contradicción era la producción socialista; en cambio, caracteriza de capitalista a China después de las reformas de Deng Xiaoping debido a que la producción capitalista se transformó en el aspecto principal de la contradicción entre socialismo y capitalismo.

## Vida privada

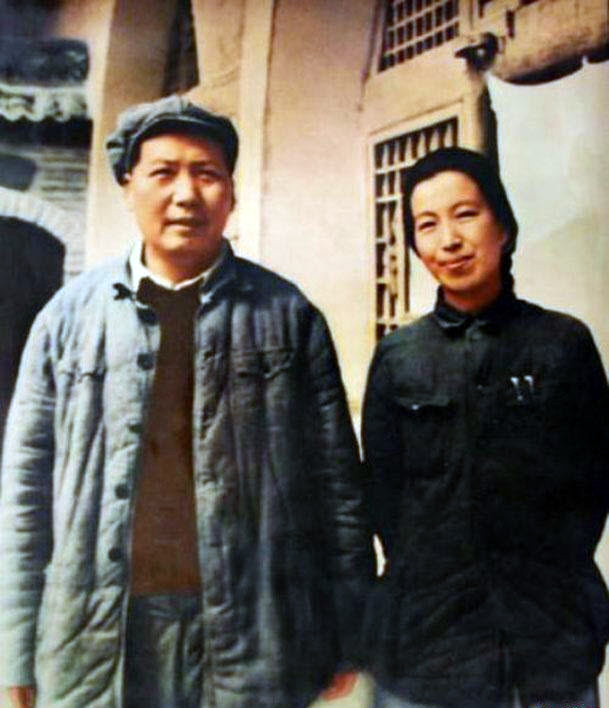
Mao Zedong y Jiang Qing.

La vida privada de Mao se mantuvo muy secreta en la época de su gobierno. Sin embargo, después de la muerte de Mao, Li Zhisui, su médico personal, publicó La vida privada del Presidente Mao, unas memorias que mencionan algunos aspectos de la vida privada de Mao, como que fumaba cigarrillos en cadena, la adicción a potentes pastillas para dormir y un gran número de parejas sexuales. Sin embargo, algunos estudiosos y otras personas que también conocían y trabajaban personalmente con Mao han cuestionado la exactitud de estas caracterizaciones.
Durante la Larga Marcha, la esposa de Mao, He Zizen, resultó herida por metralla en la cabeza. Cuando viajó a Moscú para recibir tratamiento médico, Mao procedió al divorcio para casarse con una actriz, Jiang Qing. Según algunos informes, He Zizhen fue enviada a un manicomio en Moscú, si bien en 1947 volvería a China. 
Habiendo crecido en Hunán, Mao hablaba mandarín con un marcado acento hunanés. Ross Terrill señaló que Mao era "hijo de la tierra... rural y poco sofisticado" en sus orígenes, mientras que Clare Hollingworth afirmó que estaba orgulloso de sus modos y maneras de campesino, teniendo un fuerte acento hunanés y haciendo comentarios terrenales sobre cuestiones sexuales. Lee Feigon señaló que la terrenalidad de Mao significaba que seguía conectado a la vida cotidiana china.
El sinólogo Stuart Schram enfatizó la crueldad de Mao, pero también señaló que no mostraba ningún signo de placer en la tortura o en el asesinato en la causa revolucionaria. Lee Feigon consideró a Mao "draconiano y autoritario" cuando fue amenazado, pero opinó que no era "el tipo de villano que era su mentor Stalin". Alexander Pantsov y Steven Levine escribieron que Mao era un "hombre de humor complejo", que "se esforzó al máximo para lograr la prosperidad y ganar el respeto internacional" por China, siendo "ni un santo ni un demonio". Señalaron que en los primeros años de su vida, se esforzó por ser "un héroe fuerte, voluntarioso y decidido, no atado por ninguna cadena moral", y que "deseaba apasionadamente la fama y el poder".
Mao había aprendido algo de inglés, en particular a través de Zhang Hanzhi, que fue su profesora de inglés, intérprete y diplomática, quien más tarde se casó con Qiao Guanhua, Ministro de Relaciones Exteriores de China y jefe de la delegación de China ante la ONU. Sin embargo, su inglés hablado se limitaba a unas pocas palabras, frases y algunas oraciones cortas. La primera vez que eligió aprender sistemáticamente el inglés fue en los años 50, lo cual era muy inusual, ya que la principal lengua extranjera que se enseñaba en las escuelas chinas en ese momento era el ruso.

## Obras
- Informe sobre una investigación del movimiento campesino en Hunan (1927)
- Sobre la práctica (1937)
- Sobre la contradicción (1937)
- Sobre la guerra de guerrillas (1937)
- Sobre la guerra prolongada (1938)
- Una crítica de la economía soviética (1959)
- Obras selectas de Mao Zedong (1960)
- Citas del presidente Mao Zedong (1964)